# Simulium himalayense
Simulium himalayense är en tvåvingeart som beskrevs av Puri 1932. Simulium himalayense ingår i släktet Simulium och familjen knott. Inga underarter finns listade i Catalogue of Life.